# خالد الكلالدة
خالد الكلالدة (مواليد 1955) سياسي أردني، شغل منصب رئيس مجلس مفوضي المفوضية العليا المستقلة للانتخابات (لاحقا تم تسميتها الهيئة المستقلة للانتخاب ووزير الشؤون السياسية والبرلمانية.

## المناصب
يتمتع خالد الكلالدة بمسيرة طويلة ومتنوعة في السياسة الأردنية. فقد شغل منصب رئيس مجلس مفوضي المفوضية العليا المستقلة للانتخابات لمدة ست سنوات. خلال فترة توليها منصبها، حققت الهيئة إنجازات كبيرة واكتسبت خبرة رائعة. كما نظمت الانتخابات البرلمانية لعامي 2016 و2020، وانتخابات المجالس البلدية والمحلية لعامي 2017 و2022، بالإضافة إلى انتخابات غرف التجارة والصناعة. 
قبل ذلك ايضا منصب وزير الشؤون السياسية والبرلمانية. وفي هذا الدور، أكد على الدور المهم للأحزاب السياسية في تعزيز الديمقراطية وخلق الوعي السياسي.  كما سلط الضوء على التحديات التي تواجه الاقتصاد الوطني بسبب مسيرة الإصلاح في الأردن والتطورات الإقليمية. 

## المعتقدات والإنجازات السياسية
وكان الكلالدة من المؤيدين للإصلاح السياسي في الأردن. شارك في إنشاء وتنفيذ العديد من القوانين ذات التوجه الإصلاحي، بما في ذلك قانوني البلديات واللامركزية. كما استعرض الملامح البارزة لمشروع قانون الانتخابات الجديد الذي تم إرساله إلى مجلس النواب. 
ويؤمن بأهمية التعاون بين السلطتين التشريعية والتنفيذية. ودعا إلى مزيد من التعاون بين هذين الفرعين من الحكومة. 

## العلاقات الدولية
في نوفمبر 2015، أشاد الكلالدة بالعلاقات العميقة بين الأردن وقطر.  وفي يونيو 2014، التقى أيضاً بمسؤولين أميركيين لمناقشة عملية الإصلاح في الأردن. 